# I'm Serious
I'm Serious è il disco di debutto del rapper statunitense T.I., pubblicato il 9 gennaio 2001,

## Il disco
T.I. ha pubblicato questo album quando era ancora molto giovane, inoltre è il suo primo album commerciale ad aver dato una svolta nella sua carriera e al genere rap che pian piano stava sviluppando, chiamato Trap. Il rapper ha usato molto materiale per questo disco e in 2 anni è riuscito con l'aiuto dei suoi manager a distribuirlo anche grazie alla pubblicità in vari stati del sud degli Stati Uniti. T.I. racconta che era appena uscito dalla scena rap underground in quel periodo e dopo alcuni anni in cui registrava suoni e versi ha deciso di entrare nel mainstream musicale anche se aveva ancora molta strada da fare, infatti, per impulso si diede subito alla ricerca di una label discografica che lo avrebbe ingaggiato per il suo disco già prima che l'album fosse stato rilasciato, qualche mese dopo infatti, spinto dal desiderio di emergere, si mise subito alla ricerca di un’etichetta discografica che lo ingaggiasse per il suo disco, ancor prima che fosse rilasciato. Qualche mese dopo, fu infatti notato dall’Arista Records, che collaborò con lui alla pubblicazione del suo album d’esordio, “I’m Serious.”
Il disco è stato pubblicato all’inizio del 2001 è fu registrato ad Atlanta, prima città in cui T.I. ha iniziato a farsi conoscere, nel frattempo aveva creato una sua etichetta personale in quello stesso periodo, la Grand Hustle Records, che fu usata anche per promuovere i suoi brani dell'album.
Il disco è prevalentemente southern rap con sound grezzi e classici del rap degli anni 90 come per esempio nel brano You Ain't Hard ma ci sono anche alcuni brani con suoni R&B come Do It o Chooz U.

## Collaborazioni del disco
Molti altri artisti della scena rap hanno collaborato con T.I. nella supervisione del disco e nella sua produzione a livello esecutivo, hanno partecipato con il rapper anche molti beatmaker che hanno avuto il loro pezzo di fama a fine anni 90 come Jazze Pha, Lil Jon e i Neptunes.
Tra gli artisti rap più importanti compaiono Too $hort, che partecipa nel brano Hotel, Jazze Pha che canta e produce il brano Chooz U. I Neptunes sono gli artisti più rilevanti in questo album perché hanno prodotto due canzoni di quest'ultimo molto famose, in particolare I'm Serious brano omonimo del disco ed è il singolo più venduto dell'album che ha avuto abbastanza successo a livello mainstream, nel brano partecipa insieme a T.I. Beenie Man, il cantante Reggae che ha cantato nei ritornelli. Il secondo brano prodotto dai Neptunes è invece What's Yo Name, brano di discreta popolarità, nella maggior parte della composizione Chad Hugo e quello che arrangiava il brano invece Pharrell Williams ha pure cantato insieme a T.I. nei ritornelli oltre che a comporli. Nell'album sono presenti anche le Xscape il gruppo R&B che ha duettato nei ritornelli, ma anche come voci di sottofondo nel brano Do It, e la produzione del brano è stata eseguita da Big Gipp. Nel disco è presente anche il gruppo creato da T.I. i P$C, che hanno rappato nella canzone Heavy Chyves insieme a lui. È presente nel disco anche un remix prodotto da Lil Jon del brano I'm Serious che è considerata la bonus-track dell'album, nella canzone hanno partecipato assieme a T.I. i maggiori esponenti del rap dirty south tra cui il duo rap YoungBloodZ, Bone Crusher, Lil Jon e Pastor Troy. Il brano è stato il secondo più ascoltato del disco dopo I'm Serious l'originale, soprattutto grazie al suo livello di produzione che ha avuto particolare attenzione.

## Critica negativa
Il disco ha subito molte polemiche e anche critiche negative, molti hanno ritenuto il suo album troppo comune a livello di suoni e il suo livello vocale nei brani era troppo inespressivo, molte sue canzoni secondo molte riviste e articoli musicali, hanno descritto il disco di T.I. come un lavoro musicale comune, hanno considerato i brani del rapper di Atlanta come rozzi e privi di sonorità come si può sentire nei brani Grand Royale o come nel caso di Still Forget My Self che è stato descritto come un brano monotono e ripetitivo sia nei ritornelli sia nelle pause rappate di T.I. Molti rapper lo hanno contraddetto in molte situazioni soprattutto perché quest'ultimo si è autoproclamato King Of South (Re del sud) e questa notizia non è passata inosservata ad alcuni rapper del sud che hanno pensato a questa sua trovata come una mossa azzardata, soprattutto perché questo era il suo primo album. Molti rapper come Pusha-T, Noreaga ma anche Lil Flip sono rimasti molto irritati da questa cosa. Alcuni rapper hanno ritenuto sbagliata la sua definizione, i quali hanno contrastato le sue frasi inventate e il suo falso titolo. Molti fan del rap hanno notato la sua spavalderia e anche gli artisti di maggior successo in quel periodo dopo la sua trovata non lo hanno riconosciuto come serio come appunto dice di esserlo nel suo titolo dell'album. Anche se poi T.I. smentisce tutti quelli che hanno detto questo e cercò alla fine di trovare qualcosa per ritornare al successo e ritornare tra i fan e ci riuscì 2 anni dopo con il suo secondo disco.
I'm Serious di T.I. tra la fine del 2001 è l'inizio del 2002 ha venduto infine 248 000 copie, gran parte delle copie vendute derivano dal successo del suo singolo omonimo ma nonostante il successo di quest'ultimo il disco non ha avuto nessuna premiazione e alcuna certificazione.

## Tracce
1. "Intro" (Pettaway/Davis/Harris) – 1:33
2. "Still Ain't Forgave Myself" (Love/Harris) – 5:33
3. "Dope Boyz" (Davis/Harris) – 4:24
4. "What Happened?" (Hollins/Prather/Sinclair/Harris) – 3:24
5. "You Ain't Hard" (Josey/Kidd/Harris) – 4:05
6. "Why I'm Serious (Interlude)" (Davis/Harris/Pettaway) – 1:03
7. "I'm Serious" feat. Beenie Man (Harris/Hugo/Williams) – 3:27
8. "Do It" feat. Xscape (Prather/Harric/Davis/Gipp) – 3:56
9. "What's Yo Name" feat. Pharrell Williams (Harris/Hugo/Williams) – 3:52
10. "Hands Up" (Harris/Prather/Kidd) – 4:31
11. "Chooz U" feat. Jazze Pha (Harris/Pha/Hutchinson) – 3:31
12. "I Can't Be Your Man" (Harris/Kidd) – 4:39
13. "Hotel" feat. Too $hort (Harris/Prather) – 5:04
14. "At The Bar" (Harris/Kidd) – 3:49
15. "Heavy Chevys" feat. P$C (Harris/Peterson/Merret/Lawal/Josey/Davis) – 4:46
16. "Grand Royal" (Harris) – 5:11
17. "Outro" (Harris/Davis) – 2:45
18. "I'm Serious Remix" Bonus track feat. YoungBloodZ, Bone Crusher, Lil Jon e Pastor Troy (Harris/Grigsby/Sean.P/O.Neal/Smith/LeVar Troy) – 4:33